# Lescheraines
Lescheraines ist eine französische Gemeinde mit 798 Einwohnern (Stand 1. Januar 2022) im Département Savoie in der Region Auvergne-Rhône-Alpes. Sie gehört zum Arrondissement Chambéry und zum Kanton Saint-Alban-Leysse. Die Bewohner werden Lescherainois und Lescherainoises genannt.

## Geographie
Lescheraines liegt auf 651 m, etwa 21 Kilometer nordöstlich der Präfektur Chambéry und 21 km südlich der Stadt Annecy (Luftlinie). Das Bauerndorf erstreckt sich im Nordwesten des Département Savoie, im Massiv der Bauges, im weiten Talbecken des Chéran am Ostfuß der Montagne de Bange.
Die Fläche des 8,17 km² großen Gemeindegebiets umfasst einen Abschnitt des Massivs der Bauges. Der Hauptteil des Gebietes wird von der Talweitung eingenommen, in die der Chéran leicht eingeschnitten ist. Unterhalb des Dorfes münden von Südwesten der Ruisseau de Saint-François und von Norden der Ruisseau de Bellecombe. Südlich des Chéran erstreckt sich das Gemeindeareal über den sanft geneigten Hang von Lescheraines bis auf den nordöstlichsten Ausläufer des Mont Margeriaz. Hier wird mit 1305 m die höchste Erhebung von Lescheraines erreicht. Nördlich des Chéran reicht der Gemeindeboden in das Tal des Ruisseau de Bellecombe. Die Gemeinde liegt innerhalb des Regionalen Naturparks Massif des Bauges (frz.: Parc naturel régional du Massif des Bauges).
Zu Lescheraines gehören neben dem eigentlichen Ortskern auch verschiedene Weilersiedlungen und Gehöfte, darunter:
- Pont de Lescheraines (585 m) beidseits des Chéran an einem Brückenübergang
- Saint-Martin (730 m) am östlichen Talhang des Chéran
- Lovat (720 m) im Tal des Ruisseau de Saint-François
- Le Crozet (840 m) am Hang oberhalb des Dorfes

Nachbargemeinden von Lescheraines sind Bellecombe-en-Bauges im Norden, La Motte-en-Bauges und Le Châtelard im Osten, Aillon-le-Vieux und Le Noyer im Süden sowie Saint-François-de-Sales und Arith im Westen.

## Geschichte

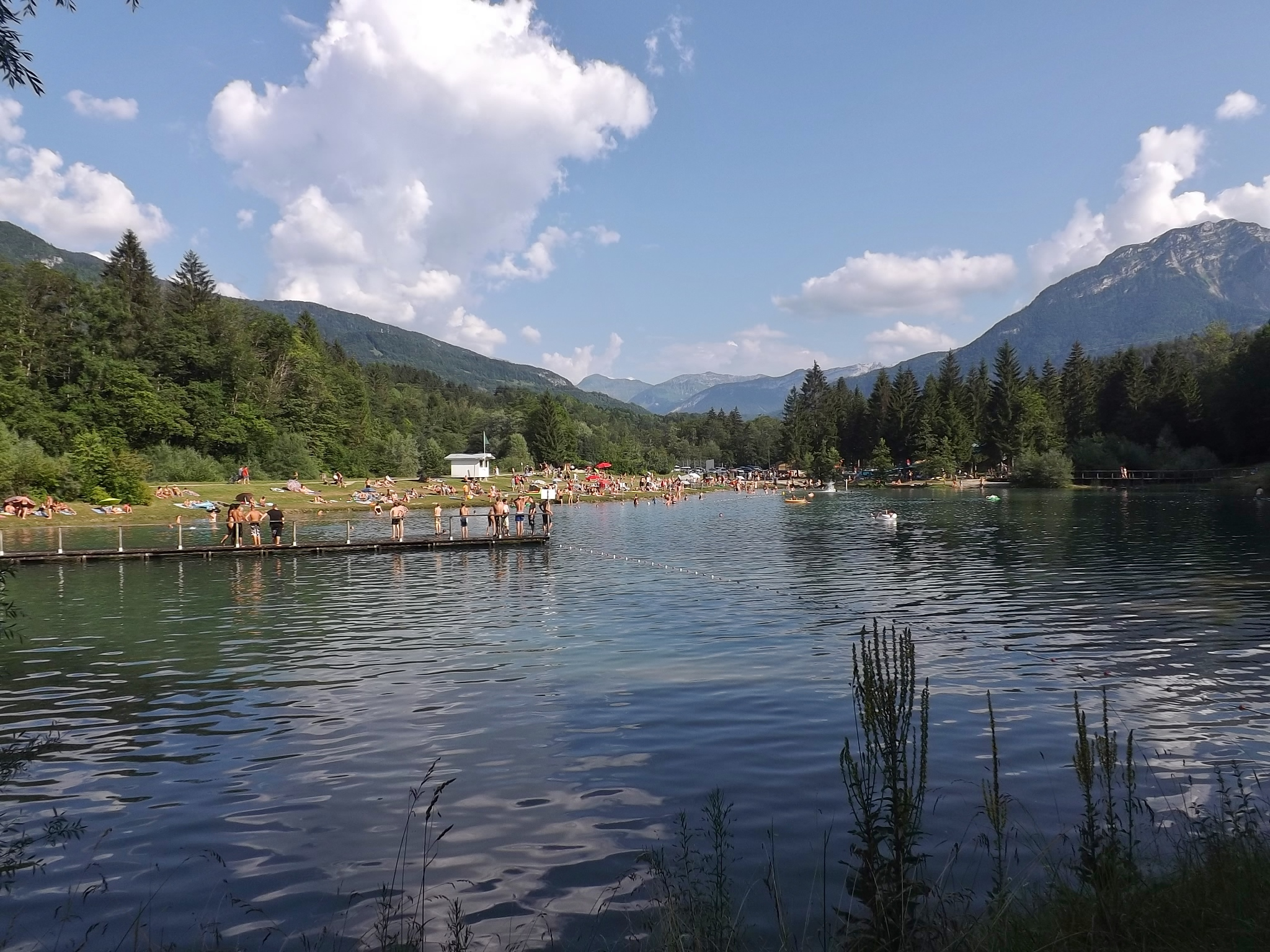
Naherholungsgebiet Les îles du Chéran

Die erste urkundliche Erwähnung von Lescheraines erfolgte im Jahr 1108 unter dem Namen Lascharena. Später erschienen die Bezeichnungen Escarena (1215), Escherena (1238), Lescherène (1278), Escherana im 14. Jahrhundert und Lescheraines-en-Savoye (1732). Der Ortsname geht auf das im regionalen Dialekt verbreitete Wort écherêne (Berggrat) zurück, wobei der französische Artikel agglutiniert wurde. Seit dem Mittelalter war Lescheraines Mittelpunkt einer Herrschaft, die 1682 zum Marquisat erhoben wurde.

## Sehenswürdigkeiten
Die Pfarrkirche von Lescheraines wurde im 19. Jahrhundert im Stil der Neugotik erbaut.
Im Bereich der Eintiefung des Chéran unterhalb des Ortszentrums von Lescheraines liegen mehrere kleine Seen, die zusammen das Naherholungsgebiet Les Îles du Chéran bilden. Hier befindet sich auch ein Campingplatz.

## Bevölkerung
| Jahr                       | 1962 | 1968 | 1975 | 1982 | 1990 | 1999 | 2006 | 2011 | 2020 |
| Einwohner                  | 518  | 438  | 395  | 425  | 495  | 556  | 708  | 730  | 790  |
| Quellen: Cassini und INSEE |      |      |      |      |      |      |      |      |      |

Mit 798 Einwohnern (Stand 1. Januar 2022) gehört Lescheraines zu den kleinen Gemeinden des Département Savoie. Nachdem die Einwohnerzahl in der ersten Hälfte des 20. Jahrhunderts stark rückläufig war, wurde seit Mitte der 1980er Jahre dank der schönen Wohnlage wieder eine deutliche Bevölkerungszunahme verzeichnet.

## Wirtschaft und Infrastruktur
Lescheraines war bis weit ins 20. Jahrhundert hinein ein vorwiegend durch die Landwirtschaft, insbesondere Milchproduktion und Viehzucht, geprägtes Dorf. Die Wasserkraft des Chéran wurde früher für den Betrieb von Mühlen genutzt. Daneben gibt es heute einige Betriebe des lokalen Kleingewerbes. Viele Erwerbstätige sind Wegpendler, die in den größeren Ortschaften der Umgebung ihrer Arbeit nachgehen.
Die Ortschaft bildet einen regionalen Verkehrsknotenpunkt im Massiv der Bauges. Sie liegt an einer Departementsstraße, die von Annecy durch das Massiv der Bauges nach Chambéry führt. Weitere regionale Straßenverbindungen bestehen mit Alby-sur-Chéran, Saint-Pierre-d’Albigny und Aillon-le-Jeune. Der nächste Anschluss an die Autobahn A41 befindet sich in einer Entfernung von rund 21 Kilometern.

### Ausbildung
In Lescheraines befindet sich eine Vor- und Grundschule (école primaire).